# Секвоєві
Секвоєві ( лат. Sequoioideae) - підродина рослин родини кипарисові (Cupressaceae) Раніше вважалася самостійною родиною Sequoiaceae Luerss., 1877  .
Включає три монотипні роди:
- Секвоя (Sequoia): єдиний сучасний вид — секвоя вічнозелена (Sequoia sempervirens); відомі також викопні види: †Sequoia affinis, †Sequoia chinensis, †Sequoia dakotensis, †Sequoia langsdorfii, †Sequoia magnifica.
- Мамонтове дерево (Sequoiadendron): єдиний сучасний вид — мамонтове дерево велетенське (Sequoiadendron giganteum); відомий також викопний вид: †Sequoiadendron chaneyi.
- Метасеквоя (Metasequoia): єдиний сучасний вид — реліктова метасеквоя китайська (Metasequoia glyptostroboides); відомі також викопні види:†Metasequoia foxii, †Metasequoia milleri, †Metasequoia occidentalis.

Перші два види поширені в США, у штатах Каліфорнія і Орегон, останній росте в Китаї. Всі вони перебувають під загрозою зникнення через скорочення життєвого середовища, вирубування і забруднення повітря.
До цієї підродини належать найвище (Гіперіон) і найбільше за об'ємом (Генерал Шерман) серед відомих нині живих дерев; їхній вік сягає тисячі років.